# Humanity Hour 1
Humanity Hour 1 je šestnácté studiové album německé hardrockové skupiny Scorpions z roku 2007. Natáčeno a mixováno bylo ve Spojených státech, konkrétně ve městě Los Angeles v Kalifornii.

## Seznam skladeb
| Pořadí         | Název                     | Autor                                                      | Délka |
| -------------- | ------------------------- | ---------------------------------------------------------- | ----- |
| 1.             | Hour I                    | Rudolf Schenker, James Michael, Desmond Child, John Lowery | 3:26  |
| 2.             | The Game of Life          | Klaus Meine, Child, Mikael Nord Andersson, Martin Hansen   | 4:04  |
| 3.             | We Were Born to Fly       | Matthias Jabs, Eric Bazilian, Marti Frederiksen            | 3:59  |
| 4.             | The Future Never Dies     | Meine, Child, Bazilian, Jason Paige, Russ Irwin            | 4:03  |
| 5.             | You're Lovin' Me to Death | Schenker, Child, Andreas Carlsson, Bazilian                | 3:15  |
| 6.             | 321                       | Schenker, Child, Frederiksen, Paige                        | 3:53  |
| 7.             | Love Will Keep Us Alive   | Meine, Child, Bazilian, Frederiksen                        | 4:32  |
| 8.             | We Will Rise Again        | Jabs, Michael, Paige, Child                                | 3:49  |
| 9.             | Your Last Song            | Schenker, Child, Bazilian                                  | 3:44  |
| 10.            | Love Is War               | Jabs, Michael, Child, Frederiksen                          | 4:20  |
| 11.            | The Cross                 | Jabs, Michael, Child, Frederiksen                          | 4:28  |
| 12.            | Humanity                  | Meine, Child, Bazilian                                     | 5:26  |
| Celková délka: | Celková délka:            | Celková délka:                                             | 52:58 |

* Bonusy dostupné na limitované edici, LP, a japonských vydáních.

## Sestava

### Skupina
- Klaus Meine – zpěv
- Matthias Jabs – kytara
- Rudolf Schenker – kytara
- Pawel Maciwoda – baskytara
- James Kottak – bicí

### Hosté
- Billy Corgan – zpěv ve skladbě "The Cross"
- Eric Bazilian – kytara, "Love Will Keep Us Alive"
- John 5 – kytara, "Hour I"
- Russ Irwin – piano, "The Future Never Dies"
- Jason Paige – doprovodný zpěv